# AC Virtus
Die AC Virtus (vollständig: Associazione Calcio Virtus) ist ein san-marinesischer Fußballverein aus der Gemeinde Acquaviva. Der Verein nimmt am Ligabetrieb der nationalen Meisterschaft, dem Campionato Sammarinese di Calcio, teil.

## Geschichte
Der Verein wurde 1964 als Società Sportiva Virtus gegründet. Seit 2018 trägt der Klub den Namen Associazione Calcio Virtus.
2023 sicherten sich den Coppa Titano und 1988 mit dem Gewinn der Trofeo Federale den zweiten Titel in der Vereinsgeschichte. Seine Heimspiele trägt er im Stadio di Acquaviva aus. Durch die Meisterschaft 2024 nahm der Verein erstmals an einem europäischen Wettbewerb teil. In der Folgesaison konnte Virtus seinen Titel erfolgreich verteidigen.

## Erfolge
- San-marinesischer Meister: 2024, 2025
- Trofeo Federale: 1988, 2023, 2024
- Coppa Titano: 2023, 2025
- Pokalfinalist: 1997, 2011, 2024

## Europapokalbilanz
| Saison  | Wettbewerb             | Runde                  | Gegner               | Gesamt | Hin     | Rück          |
| ------- | ---------------------- | ---------------------- | -------------------- | ------ | ------- | ------------- |
| 2024/25 | UEFA Champions League  | 1. Qualifikationsrunde | FCSB Bukarest        | 1:11   | 1:7 (H) | 0:4 (A)       |
| 2024/25 | UEFA Conference League | 2. Qualifikationsrunde | FC Flora Tallinn     | 2:5    | 0:0 (H) | 2:5 n. V. (A) |
| 2025/26 | UEFA Champions League  | 1. Qualifikationsrunde | HŠK Zrinjski Mostar  | 1:4    | 0:2 (H) | 1:2 (A)       |
| 2025/26 | UEFA Conference League | 3. Qualifikationsrunde | FC Milsami           | 5:3    | 2:3 (A) | 3:0 (H)       |
| 2025/26 | UEFA Conference League | Play-offs              | Breiðablik Kópavogur | -:-    | -:- (A) | -:- (H)       |

Gesamtbilanz: 8 Spiele, 1 Sieg, 1 Unentschieden, 6 Niederlagen, 9:23 Tore (Tordifferenz −14)